# Zdenko Kodrič
Zdenko Kodrič, slovenski novinar, književnik in fotograf * 3. junij 1949, Ptuj.  

## Življenje
Zdenko Kodrič je vsestranski literarni ustvarjalec, ki objavlja od leta 1971. Med letoma 1971 in 1974 je bil član ljubljanskega neinstitucionalnega in alternativnega gledališča Pekarna. Je soustanovitelj mariborske knjižno-kulturne prireditve Ko te napiše knjiga in pobudnik osamosvojitvenih in političnih pogovorov v mariborski Galeriji 88 v letu 1988 (Galerija 88 Reinkarnacija, 2014, Frontier, Kulturni center Maribor). V 70. letih dvajsetega stoletja je igral v legendarnem ljubljanskem gledališču Pekarna, ki je nastopila po vsej Jugoslaviji, bila gostja festivalov v Italiji in Franciji ter dobitnica nagrad Mesa v Sarajevu in malih gledaliških odrov v Kranju. Sodeloval je v žiriji Borštnikovega srečanja, med letoma 2008 in 2010 je bil član Strokovnega sveta SNG Maribor. Kodrič je diplomiral na ljubljanski Višji upravni šoli in se nato zaposlil kot novinar na Radiu in Tedniku Ptuj, potem pa pri časopisu Večer v Mariboru, bil je tudi urednik revije 7D in se pozneje vrnil k Večeru. Živi in ustvarja v Cirkovcah.

## Delo
Napisal je enajst romanov, tri pesniške zbirke, več radijskih iger in scenarijev za igrano dokumentarne filme ter muzikal, izšli sta mu tudi zbirki kratkih zgodb ter dve knjigi gledaliških iger, slovenska gledališča so uprizorila štiri njegove gledališke igre; njegova radijska igra je bila prevedena v nemščino, gledališka v angleščino. Leta 2012 se Kodrič podpiše pod scenarij igrano dokumentarnega filma z naslovom Marpurgi. Film je projekt EPK 2012, režiral ga je Boris Jurjaševič, govori pa o izgonu Judov iz Maribora leta 1496. Film je bil na sporedu RTV Slovenija. V okviru EPK Maribor 2012 je Kodrič sodeloval še z enim projektom: za otvoritveno slovesnost na Ptuju, ki je bil partnersko mesto Evropske prestolnice kulture, je napisal muzikal Kurentova svatba. V letu 2014 je s kratko zgodbo Kabinski - dvakrat živ sodeloval v tekmovalnem sporedu torinskega festivala The World׳s Top International Competition for Radio, Television and Web, Prix Italia, Torino 2014 in na festivalu Prix Europa, Berlin 2014 (http://prixeuropa.eu/competition/jury-guidelines Arhivirano 2015-01-04 na Wayback Machine.). Občasno fotografira: njegovi fotografski razstavi sta bili naslovljeni Digitalni akvareli in Mix 2013 ali Megla v glavi in očeh. Digitalni akvareli so bili v ožjem izboru za najboljšo Emzinovo fotografijo 2010. Je dobitnik Grumove nagrade in Glazerjeve listine, s tremi romani se je potegoval za kresnika (nagrada za najboljši slovenski roman). Roman Barva dežja ali Pritlikavec v kavarni Pilvax je med izbranimi romani 20. stoletja (Franc Zadravec, Slovenski roman 20. stoletja, 2002, Pomurska založba, SAZU in Znanstveni inštitut Filozofske fakultete Ljubljana), njegovo ime je v 16. knjigi slovenske enciklopedije in Slovenskega velikega leksikona. Je soavtor in pobudnik prvega slovenskega internetskega romana Trampolin (1999), ki ga je tri mesece pisalo 17 pisateljic in pisateljev. V knjižni obliki ga je izdala ljubljanska Študetska založba.

### Romani
- Nebotičnik Mitra, Študentska založba, 2011, Zapisani v Ptuj, Ljubljana
- Opoldne zaplešejo škornji, Študentska založba, Beletrina, 2011, Ljubljana
- Agent iz Žužemberka, 2010, Založba Goga, Novo mesto
- Odvzemanje samote, 2003, Založba Franc-Franc, Murska Sobota (COBISS)
- Barva dežja ali Pritlikavec v kavarni Pilvax, 2000, Pomurska založba, Murska Sobota (COBISS)
- Trampolin, soavtor romana.com, 1999, Študentska založba, Ljubljana (COBISS)
- Potsdamska baterija, 1996, Pomurska založba, Murska Sobota (COBISS)
- Blaženi Franc Rihtarič, 1994, Založba Obzorja Maribor (COBISS)
- Nebesa cadillac, Založba Pivec, 2014, Maribor
- Zadnja noč v Teheranu, Založba Litera, 2016, Maribor
- Pet ljubezni, Založba Litera, 2019, Maribor
- Ladja Maribor, Založba Litera, 2023 (COBISS.SI-ID154421507

### Pesniške zbirke
- Biti oven v hudih časih, Založba Obzorja, Maribor, 1986
- Deset pesmi (COBISS)
- Sunki južnega vetra, pesniška zbirka, Litera, 2011
- LJ kot Ljubezen. Pesmi o Ljubljani, žepna zbirka, Študentska založba, 2010, Ljubljana, stran 51
- Slovenski Faust. Sinoči, Litera, Maribor, 2022

### Drame
- Vida vidim, SLG Celje, uprizoritev v sezoni 1989/90, režija Franci Križaj, dramaturgija Blaž Lukan
- Vlak čez jezero, Prešernovo gledališče Kranj, uprizoritev v sezoni 2000/2001, režija Mile Korun, dramaturgija Marinka Poštrak (COBISS)
- Karusel, UD Stara steklarska Ptuj, uprizoritev v sezoni 2004/2005, režija Branka Bezeljak Glazer, dramaturgija Mojca Kreft
- Primer počene zračnice ali Dialog z golobom, UD Stara steklarska Ptuj, uprizoritev v sezoni 2005/2006, Stara steklarska delavnica Ptuj, režija Zvone Šedlbauer
- Tri drame (COBISS)

### Kratke zgodbe
- Dogodek v mestu (izbor avtorjev), 2013, Založba Goga, Novo mesto
- Nova mariborska zgodba, Monte Cristo, kolesa, kurent (izbor avtorjev, EPK 2012), 2012, Litera Maribor
- Novoletna zabava, kratke zgodbe (zvočna knjiga), soavtorja slikar Dušan Fišer in kitarist Samo Šalamon, 2006, UDSS Ptuj
- Visoka moda, 2005, Litera Maribor (COBISS)

### Radijske igre
- Do konca, soavtor B. Šalamon, Radio Slovenija, Radio Novi Sad, Radio Maribor, 1989
- Pisma, soavtor B. Šalamon, Radio Slovenija, 1989
- Reka, soavtor B. Šalamon, Radio Slovenija, 1990
- Figurice, soavtor B. Šalamon, Radio Maribor, 1991
- Punt, radijske igre, soavtor B. Šalamon 1992
- Marmor, soavtor B. Šalamon, Radio Maribor, 1994
- Družinska slika, priredba zgodbe Vse ženske so Magdalene, režija Jože Valentič, dramaturgija Pavle Lužan, Radio Slovenija III, 16. maj 2007
- Ironija istega, priredba zgodbe Ironija istega, režija Jože Valentič, dramaturgija Pavle Lužan, Radio Slovenija, 2007
- Kabinski, dvakrat živ, priredba zgodbe, 22. 1. 2014, režija Jože Valentič, Radio Slovenija, 2014

### Knjige za otroke
- Ekovedek (Bor in Jelka, Gozd), Založba Pivec, 2009
- Ekovedek (Zlatko in Repka, Gozdni škodljivci), Založba Pivec, 2010
- Ekovedek (Jagoda in Malina, Gozdni sadeži), Založba Pivec, 2011

Filmski scenariji
Vstanite v suženjstvo zakleti, dokumentarno portretni film o patru Pavlu Gržanu, soscenarist J. Povh, producentki Casablanca Ljubljana in RTV Slovenija, RTV SLO 1, 23. 5. 2021, ob 22.15
Marpurgi, scenarij za dokumentarno igrani film, 2010/2011, producentka Casablanca, EPK Maribor, premiera v Sinagogi Maribor, 24. 4. 2012
Sramota, dokumentarno igrani film, 2013, producenti Casablanca Ljubljana, Quasar (Italija) in RTV SLO, premiera Novo mesto, 2016